# Johannes Hahn
Johannes Hahn (Vienna, 2 dicembre 1957) è un politico austriaco, commissario europeo nelle Commissioni Barroso II, Juncker e von der Leyen I dal 2010 al 2024.
Hahn ha ricoperto l'incarico di commissario europeo per la programmazione finanziaria ed il bilancio dal 2019 al 2024, quello di commissario europeo per l'allargamento e la politica di vicinato dal 2014 al 2019 e ancor prima quello di commissario europeo per la politica regionale dal 2010 al 2014. Hahn è un esponente del Partito Popolare Austriaco (ÖVP) e quindi del Partito Popolare Europeo.

## Carriera politica
Hahn ha ottenuto un dottorato in filosofia all'Università di Vienna nel 1987.
Ha iniziato la sua carriera politica all'interno della sezione giovanile dell'ÖVP, divenendo segretario del suo gruppo di Vienna nel 1980. Successivamente Hahn si è occupato direttamente dell'ÖVP ed è stato consigliere comunale di Vienna. Nel 2004 Hahn è diventato segretario della sezione viennese dell'ÖVP.
Nel gennaio 2007 Hahn è stato nominato Ministro della scienza e della ricerca nel governo di grande coalizione, guidato prima da Alfred Gusenbauer e poi da Werner Faymann. Come ministro si è occupato particolarmente della promozione delle donne ricercatrici e dei giovani ricercatori, della riforma delle università di scienze applicate, della promozione degli investimenti nella ricerca d'avanguardia e della visibilità della ricerca presso l'opinione pubblica. Grazie a Hahn, l'Austria è entrata a far parte dello European Southern Observatory, ma Hahn ha cercato invece di ritirare l'Austria dal CERN. Durante il mandato di Hahn i finanziamenti statali di sostegno agli studenti sono raddoppiati e è stato fissato l'obiettivo di raddoppiare gli stanziamenti pubblici per la ricerca entro il 2020.

### Commissario europeo per la politica regionale
Dal 9 febbraio 2010 al 31 ottobre 2014 è stato commissario europeo per la politica regionale in seno alla Commissione Barroso II.
Dopo l'introduzione del concetto di "coesione territoriale" da parte del Trattato di Lisbona, uno degli obiettivi principali di Hahn è stato quello di fornire un contenuto concreto a questo concetto: assieme con gli stati membri, gli attori regionali e locali e con il Comitato delle regioni Hahn ha dovuto elaborare la politica di coesione per le regioni europee per il periodo 2014-2020, valorizzando gli aspetti positivi della politica 2007-2013, correggendone i limiti, rendendola più efficace e più semplice e rendendola più coerente con le altre politiche e gli altri programmi europei di finanziamento.
Poiché il Fondo di sviluppo regionale e il Fondo di coesione impegnano circa un terzo del bilancio dell'Unione Europea, Hahn è stato incaricato di assicurarsi che i finanziamenti erogati da tali Fondi siano erogati in maniera trasparente e destinati in modo efficiente ad investimenti utili per lo sviluppo dell'Unione Europea.
Nell'attuale fase di crisi economica, la politica regionale è vista anche come uno strumento importante per favorire l'occupazione e la ripresa.

### Commissario europeo per la politica di vicinato e i negoziati per l'allargamento
Dal 1º novembre 2014 è Commissario europeo per la politica di vicinato e i negoziati per l'allargamento nella Commissione Juncker.
A seguito dell'elezione di Corina Crețu a membro del Parlamento europeo, a partire dal 2 luglio 2019 Hahn ha assunto di nuovo anche l'incarico di Commissario europeo per le Politiche Regionali ad interim fino allo scadere del mandato della Commissione Juncker.

## Vita privata
Separato dalla prima moglie, ha un figlio nato nel 1988. Nel 2022 si è sposato con l'ex vicecancelliera austriaca Susanne Riess.